# مجلس الشؤون التربوية لأبناء فلسطين
مجلس الشؤون التربويّة لأبناء فلسطين، يُعدّ من الهيئات الدبلوماسيّة العربيّة التي تتبنّى قضايا الطلبة والتربية في فلسطين إذ يهدف إلى دعم التربية والتعليم للفلسطينيين. وقد يتضمّن المجلس أيضا اجتماعاته الدوريّة مع المنظمات العربيّة المعنيّة بالتربية والعلوم، بهدف تطوير التعليم في فلسطين وتمكين الأطفال الفلسطينيين من الحصول على أفضل فرصة للمستقبل.

## خلفيّة
في مؤتمر المشرفين على شؤون الفلسطينيين في الدّول العربيّة المضيفة، تم اتّخاذ قرار بتشكيل مجلس تخطيط تربوي لأبناء فلسطين وذلك خلال الدّورة الأولى التي عقدت في الفترة من 17 إلى 21 يونيو عام 1964، والمجلس سيلعب دورًا رئيسًا في وضع خطط تعليميّة لأبناء الفلسطينيين.
عقد مجلس التخطيط التربوي لأبناء فلسطين دورته الأولى في مقر الأمانة العامّة لجامعة الدّول العربيّة في القاهرة بتاريخ 31/5 إلى 2/6/1966، وفي هذه الدّورة تمَّ تصميم نِظام المجلس الداخلي.

## نظام المجلس
وينصّ نظام المجلس على أن يحتوي على:
- ممثلين لوزارات التربية والتعليم في الدّول العربيّة المضيفة، وهي المملكة الأردنيّة الهاشميّة، والجمهوريّة العربيّة السوريّة، والجمهوريّة اللبنانيّة، جمهوريّة مصر العربيّة
- مشرفين على شؤون الفلسطينيين في الدّول العربيّة المضيفة.
- ممثلين لمنظمة التحرير الفلسطينيّة
- ممثلين للأمانة العامة لجامعة الدول العربيّة.
- خبراء في التخطيط، ومتخصصين في شؤون التربية والتعليم، تدعوهم الأمانة العامّة للجامعة، وفاءً بمقتضيات بحث الموضوعات المعروضة على المجلس.[2]

## اختصاص المجلس
النظام الداخلي لهذا المجلس ينص على أن يختص بما يلي:
1) رسم السياسة التربويّة العامّة لأبناء فلسطين، باعتبارهم وحدة متكاملة، خدمةً  لأهدافهم القوميّة، وتمكيناً لهم من النهوض بمسئوليّاتهم وواجباتهم الوطنيّة، وذلك في إطار المناهج المقرّرة للتربية والتعليم في البلدان العربيّة المضيفة.
2) وضع التخطيط التربوي في ضوء هذه السياسة.
3) تقويم الخدمات التي تقدّم لأبناء فلسطين، والعمل على تنسيقها وتحسينها.

## إنجازات المجلس
قد عالج المجلس خلال دوراته الكثير من القضايا والشؤون التربوية التي تتصل بالتعليم العام، التدريب المهنيّ، التعليم الجامعيّ، التعليم في الوطن المحتلّ، تطوير المعاهد العلمية في المناطق المحتلّة، إنشاء صناديق لتأمين الاحتياجات التعليميّة لأبناء فلسطين، وإنشاء لجنة البرامج التربويّة الموجهّة، وغير ذلك من المواضيع التي تدخل في اختصاصه.